# Fredssymboler
Fredssymboler har funnits i flera kulturer för pacifism, fredsrörelsen och sett olika ut. Bland dessa finns:
- Olivkvist har åtminstone använts sedan 500 f.Kr. i Antiken och den romerska fredsgudinnan Pax avbildas med en olivkvist.
- Fredsduva är en kristen symbol för fred. Den härstammar ur berättelsen om Noa som släppte ut en duva från Noas ark för att hitta land och den kom tillbaks med en olivkvist.
- Brutet gevär infördes av organisationen War Resisters' International efter första världskriget och används  bland annat Svenska freds- och skiljedomsföreningen.
- Vit vallmo infördes som en generell symbol för fred efter den röda vallmon som blev symbol för första världskrigets fred.
- Pax cultura
- Antikärnvapenmärket skapades vid en protestmarsch mot en kärnvapenfabrik 1958. Det är en stiliserad bild av bokstäverna "N" och "D" på engelska flottans semaforalfabet. Bokstäverna står för Nuclear Disarmament, kärnvapennedrustning.
- Fredsflaggan är en regnbågsflagga som började användas på 1950-talet, ibland med Pablo Picassos vita fredsduva i centrum och ofta i samband med kärnvapennedrustning. Inför andra Irakkriget så skapades det en kampanj i Italien kallad Pace da tutti i balcone, ungefär Fred från alla balkonger där italienare uppmnades att hänga en fredsflagga med genomskriven med texten "PACE", "fred" på italienska, i vitt från fönster och balkonger för att demonstrera mot kriget. Kampanjen fick ett stort genomslag och spreds till andra länder där texten för fred skrevs på det egna landets språk.
- V-tecknet görs genom att sträcka upp handens långfinger och pekfinger. Den populariserades av Winston Churchill under andra världskriget. Då tolkades symbolen som "V for Victory" och han visade den ofta med yttersidan av handen utåt. Den hade tidigare av engelsmännen använts som hånfull symbol, enligt traditionen från slaget vid Agincourt mellan England och Frankrike. Enligt traditionen satte Frankrike ett pris på de engelska bågskyttarnas pek och långfinger och engelsmännen visade fransmännen dessa för att visa att de hade dessa i behåll och därmed fortfarande var vinnare. Den pejorativa betydelsen finns kvar och fredssymbolen förknippas nu med V-tecknet med handflatan utåt.
- Papperstrana är en japansk symbol från andra världskriget som har sitt ursprung i boken Sadako och de tusen papperstranorna. Boken är baserad på en sann historia om en flicka som fick leukemi efter att ha strålskadats när atombomben släpptes över Hiroshima. Enligt en japansk legend skulle den som vek ett tusen papperstranor få en önskan uppfylld och flickan försökte vika dessa och hennes önskan var att leva. Hon hann vika 644 stycken innan hon blev för svag och dog, men hennes familj och vänner vek de resterande och begravde dessa med henne. Årligen överlämnar flera tusen personer papperstranor vid en staty vid hennes grav, men de används även som symbol för fredsarbete och kärnvapenmotstånd.
- Eld

## Galleri

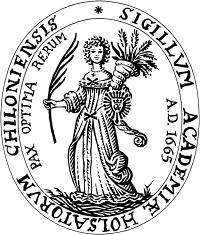
Fredsgudinnan Pax med Olivkvist.
Fredsduva.
Brutet gevär.
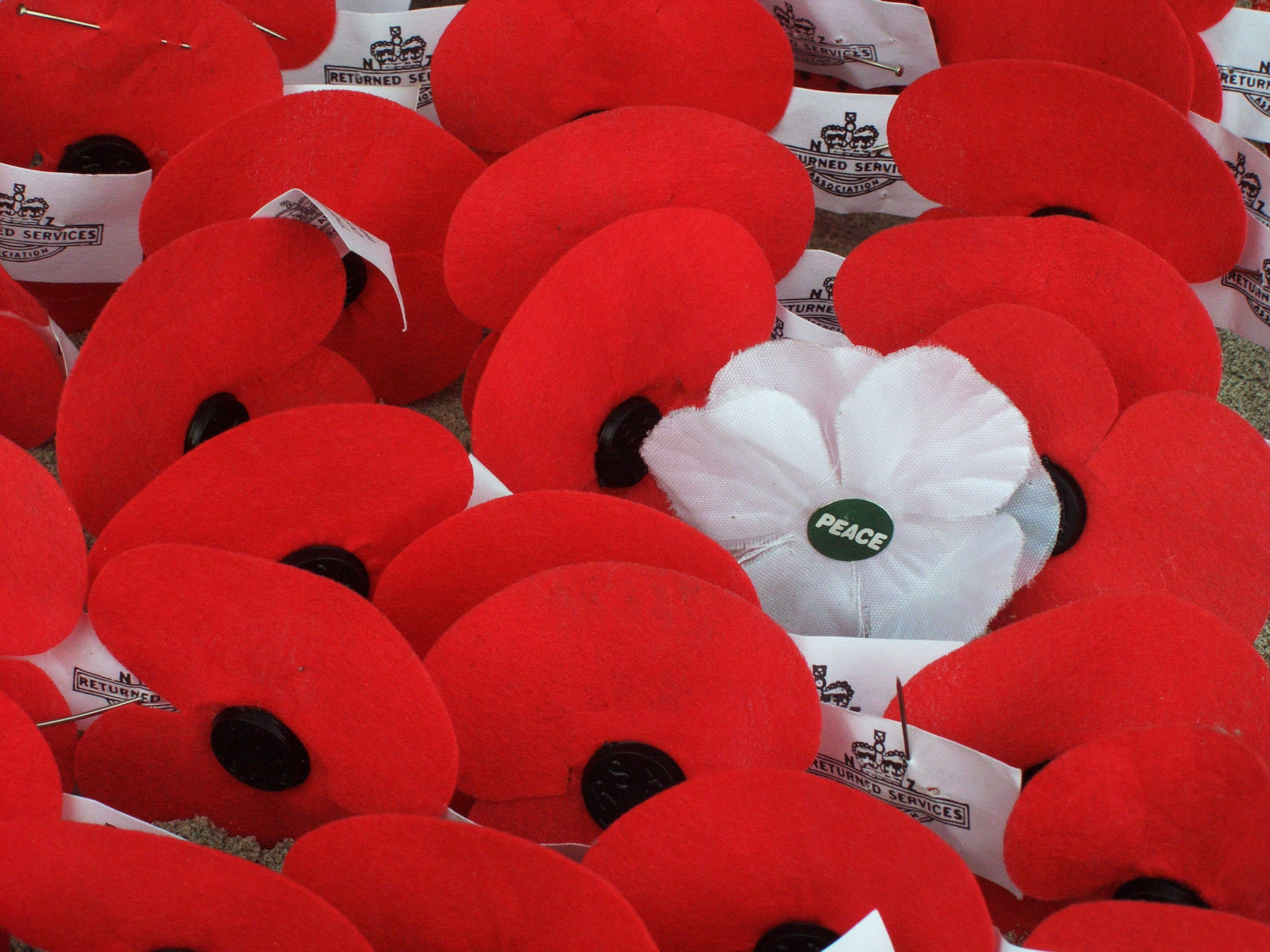
Vit vallmo för fred.
Pax cultura
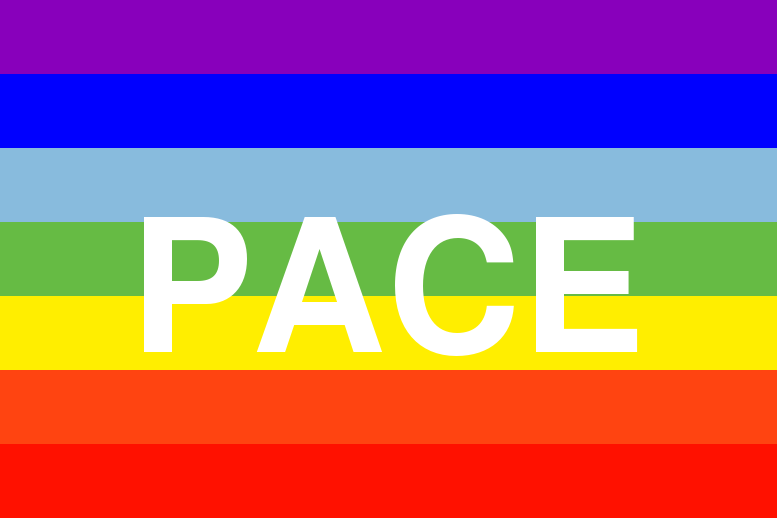
Fredsflagga
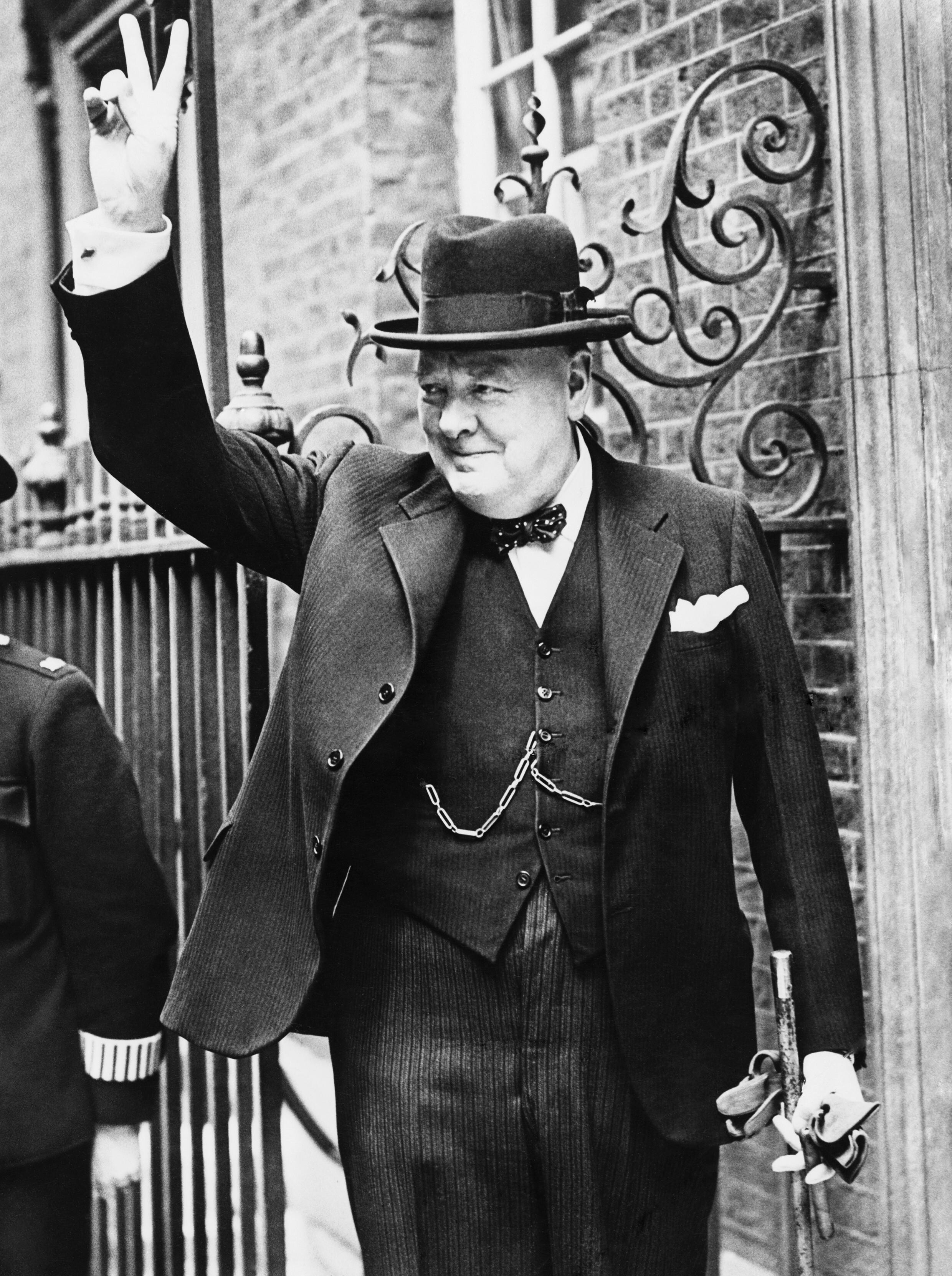
Winston Churchill gör V-tecknet.
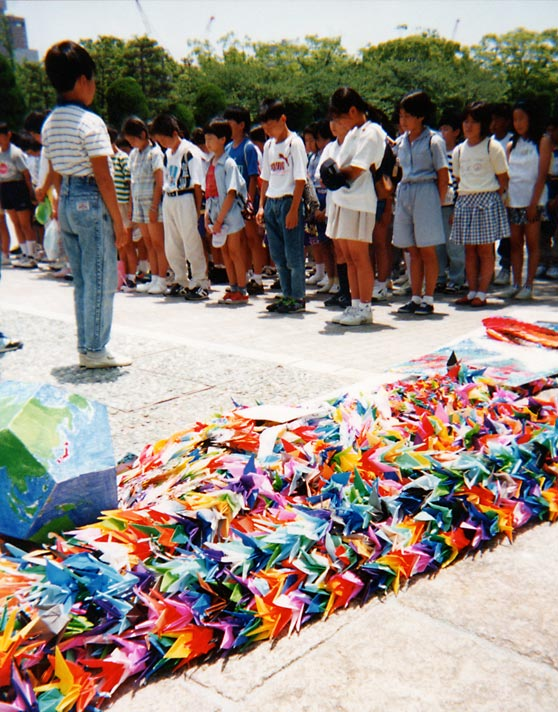
Papperstranor vid Sadako Sasakis grav.